# Talkeetna (Alaska)
Pour les articles homonymes, voir Talkeetna.
Talkeetna (Alaska, États-Unis) est une census-designated place située dans le borough de Matanuska-Susitna, dont le siège est Palmer. Elle comportait 876 habitants au recensement de 2010.

## Géographie
Talkeetna est située au confluent de trois rivières : la Susitna, la Chulitna et la Talkeetna. Elle est située à 160 kilomètres au nord d'Anchorage et à 245 kilomètres du mont McKinley par la George Parks Highway.

## Histoire et situation actuelle

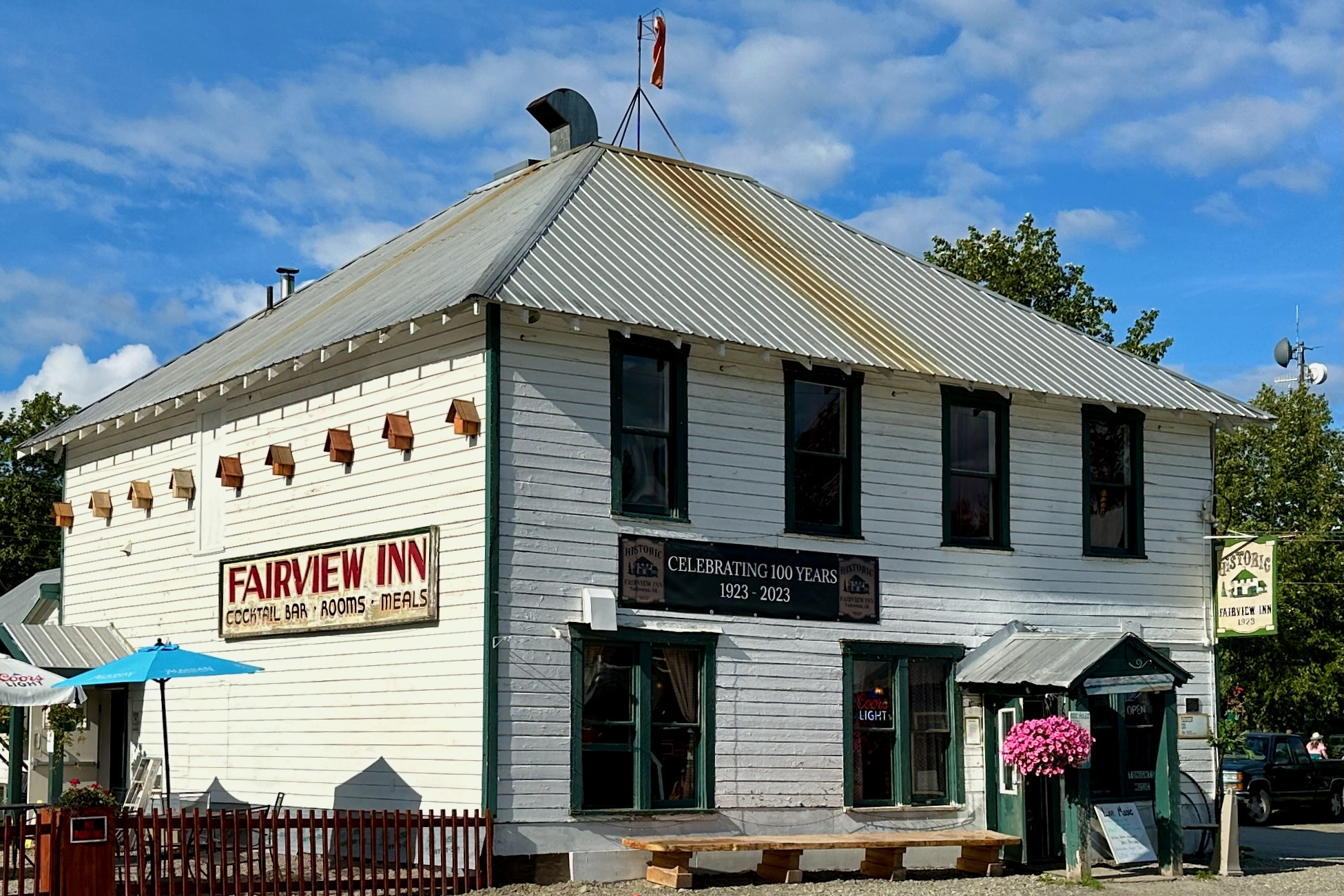
Fairview Inn.

Talkeetna est née de la ruée vers l'or de la rivière Susitna, dans les dernières années du XIXe siècle. Toutefois, c'est l'arrivée du train, en 1923, année de l'ouverture de la ligne entre Seward et Fairbanks, qui lui donnera son apparence actuelle, avec plusieurs bâtiments d'époque restaurés, tel le Fairview inn et le Nagley's store.
La proximité du mont McKinley et du parc national Denali en font une destination touristique. De là sont organisées des excursions en avion en direction du parc, distant d'environ 93 km à vol d'oiseau, ainsi que des randonnées dans toute la région.

## Démographie
| Groupe               | Talkeetna | Alaska | États-Unis |
| -------------------- | --------- | ------ | ---------- |
| Blancs               | 91,4      | 66,7   | 72,4       |
| Autochtones d'Alaska | 3,7       | 14,8   | 0,9        |
| Métis                | 3,4       | 7,3    | 2,9        |
| Asiatiques           | 0,5       | 5,4    | 4,8        |
| Océaniens            | 0,5       | 1,1    | 0,2        |
| Afro-Américains      | 0,3       | 3,3    | 12,6       |
| Autres               | 0,2       | 1,6    | 6,2        |
| Total                | 100       | 100    | 100        |
|                      |           |        |            |
| Latino-Américains    | 1,8       | 5,5    | 16,7       |

Selon l'American Community Survey, pour la période 2011-2015, 97,90 % de la population âgée de plus de 5 ans déclare parler l'anglais à la maison, 1,58 % déclare parler le français, 0,35 % l'espagnol et 0,18 % le tagalog.
| 1920 | 1930 | 1940 | 1950 | 1960 | 1970 |
| ---- | ---- | ---- | ---- | ---- | ---- |
| 70   | 89   | 136  | 106  | 76   | 182  |

| 1980 | 1990 | 2000 | 2010 | - | - |
| ---- | ---- | ---- | ---- | - | - |
| 264  | 250  | 772  | 876  | - | - |

## Gouvernement local

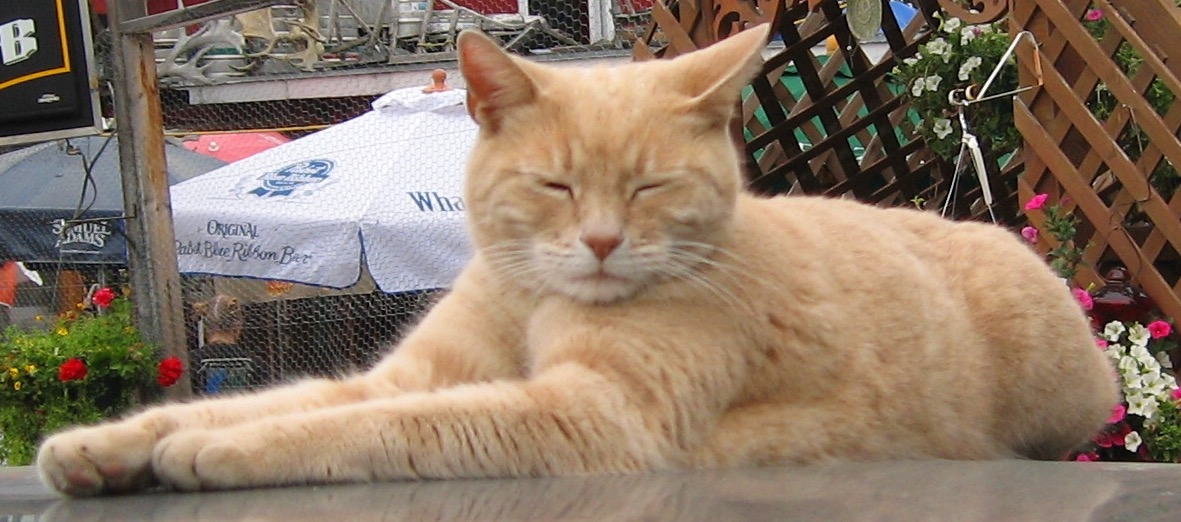
Stubbs, maire honorifique de la ville.

La localité n'est pas dotée d'un gouvernement local propre. Elle n'a ni maire, ni conseil municipal. Cependant, les habitants ont désigné un chat, Stubbs, comme maire honorifique. Le borough de Matanuska-Susitna a, lui, un maire humain.
Après vingt ans d'un service débuté quelques mois après sa naissance, Stubbs meurt en juillet 2017.